# Рытель, Пётр
Пётр Рытель (пол. Piotr Rytel; 20 сентября 1884, Вильна — 2 января 1970,  Варшава) — польский композитор, музыкальный критик и педагог.

## Биография и творчество
Окончил Варшавскую консерваторию (1908) у Александра Михаловского (фортепиано) и Зыгмунта Носковского (композиция). Дебютировал как композитор в 1911 г. симфонической поэмой «Гражина». Автор четырёх симфоний, в том числе Второй Мицкевичевской (для тенора, хора и оркестра) и Третьей (для тенора и оркестра) на стихи Юлиуша Словацкого, ряда опер и балетов, отмеченных влиянием Вагнера.

## Критическая деятельность
В критических выступлениях 1920-х гг. проявил себя как «желчный и подчас жестокий критик», противник музыки Кароля Шимановского; по утверждению английского исследователя Адриана Томаса, был известен антисемитскими выпадами.

## Педагогическая деятельность
Преподавал в Варшавской консерватории в 1911—1939 гг. и затем в 1945—1952 гг., среди его учеников, в частности, Анджей Пануфник, Влодзимеж Котоньский, Тадеуш Бэрд, Александр Тансман, Збигнев Турский. В 1956—1961 гг. ректор Высшей школы музыки в Сопоте.

## Признание
Орден Возрождения Польши (1937). Премия Гданьска (1960).